# Lycoming IO-390
Der Lycoming IO-390 ist ein Vierzylinderboxermotor für Kleinflugzeuge, der vom US-amerikanischen Unternehmen Lycoming hergestellt wird. Da keine Version mit Vergaser existiert, das die Bezeichnung O-390 hätte, ist der IO-390 das Basismodell.

## Konstruktion und Entwicklung
Ursprünglich wurde der Motor in den 1970er Jahren als IO-400-X konzipiert, aber das Projekt wurde eingestellt.
Die Motoren der Baureihe IO-390 (Werksbezeichnung IO-390-X) leisten zwischen 210 hp (157 kW) und 215 hp (160 kW). Der IO-390 wurde aus dem IO-360 entwickelt, indem die größeren Zylinder des IO-580 verwendet wurden. Er hat eine verbesserte Luftansaugung, Rollenstößel und eine Magnetzündung. Der Motor hat eine Saugrohreinspritzung. Der Hubraum der Maschine beträgt 6390 cm³. Die Zylinderköpfe sind luftgekühlt.
Der IO-390 wurde auf dem EAA AirVenture 2002 zum ersten Mal vorgestellt. Die empfohlene Mean Time Between Overhaul liegt bei 2000 Stunden.
Bevor der Motor seine Musterzulassung erhielt, wurde er zunächst über Thunderbolt Engines – Lycomings Tochtergesellschaft für Spezialanfertigungen – vermarktet und war während dieser Zeit nur für nicht musterzugelassene Flugzeuge verfügbar. Der IO-390 erhielt seine Zulassung nach FAR Part 33 am 30. März 2009.
Im Januar 2009 lag der Basispreis für den IO-390-EXP bei 32.650 US-Dollar.
Im November 2009 gab Lycoming bekannt, dass es die ergänzender Musterzulassung der Federal Aviation Administration erhalten habe, um die Lycoming-O-360-Motoren in der Mooney M20E, M20F and M20J gegen neue oder generalüberholte IO-390-A3A6-Motoren auszutauschen. Des Weiteren erhielt Commander Aircraft eine ergänzende Musterzulassung für die Rockwell Commander 112B mit MTV-12-B/188-59b-Propeller.

## Varianten

### IO-390
IO-390-X
Vierzylinder, Einspritzer, Boxer, luftgekühlt, Direktantrieb, 6390 cm³, 210 hp (157 kW) bei 2700 min−1, Trockengewicht 308 lb (140 kg)
IO-390-EXP
Vierzylinder, Einspritzer, Boxer, luftgekühlt, Direktantrieb, 6390 cm³, 210 hp (157 kW) bei 2700 min−1, Trockengewicht 308 lb (140 kg), Modell ohne Musterzulassung für Selbstbauflugzeuge, gebaut von Lycomings Thunderbolt division.
IO-390-A1A6
Erstes : Vierzylinder, Einspritzer, Boxer, luftgekühlt, Direktantrieb, 6390 cm³, 210 hp (157 kW) bei 2700 min−1, vorbereitet für Verstellpropeller mit Ein-Hebel-Bedienung, musterzugelassen am 30. März 2009
IO-390-A1B6
Musterzugelassenes Modell, Vierzylinder, Einspritzer, Boxer, luftgekühlt, Direktantrieb, 6390 cm³, 210 hp (157 kW) bei 2700 min−1. Baugleich mit dem A1A6, aber mit dem Propellerdrehzahlmesser vorne links am Kurbelgehäuse, Musterzulassung am 21. Januar 2010.
IO-390-A3A6
Musterzugelassenes Modell, Vierzylinder, Einspritzer, Boxer, luftgekühlt, Direktantrieb, 6390 cm³, 210 hp (157 kW) bei 2700 min−1. Vorbereitet für Verstellpropeller mit Ein-Hebel-Bedienung, baugleich mit dem A1A6, aber mit neuangeordneten Laufbuchsen der Propellerwelle, Musterzulassung am 27. August 2009.
IO-390-A3B6
Musterzugelassenes Modell, Vierzylinder, Einspritzer, Boxer, luftgekühlt, Direktantrieb, 6390 cm³, 210 hp (157 kW) bei 2700 min−1. Baugleich mit dem A3A6, aber mit dem Propellerdrehzahlmesser vorne links am Kurbelgehäuse, Musterlassung am 5. April 2012.
IO-390-C1A6
Musterzugelassenes Modell, Vierzylinder, Einspritzer, Boxer, luftgekühlt, Direktantrieb, 6390 cm³, 215 hp (160 kW) bei 2700 min−1. Baugleich mit dem IO-390-A1A6, aber mit leichtere Ölwanne, veränderter Luftansaugung und einer RSA-10 Einspritzanlage, Musterzulassung am 25. Januar 2016.
IO-390-C1B6
Musterzugelassenes Modell, Vierzylinder, Einspritzer, Boxer, luftgekühlt, Direktantrieb, 6390 cm³, 215 hp (160 kW) bei 2700 min−1. Baugleich mit dem C1A6, aber mit dem Propellerdrehzahlmesser vorne links am Kurbelgehäuse, Musterzulassung am 25. Januar 2016.
IO-390-C3A6
Musterzugelassenes Modell, Vierzylinder, Einspritzer, Boxer, luftgekühlt, Direktantrieb, 6390 cm³, 215 hp (160 kW) bei 2700 min−1. Baugleich mit dem C1A6, aber mit neuangeordneten Laufbuchsen der Propellerwelle, Musterzulassung am 25. Januar 2016.
IO-390-C3B6
Musterzugelassenes Modell, Vierzylinder, Einspritzer, Boxer, luftgekühlt, Direktantrieb, 6390 cm³, 215 hp (160 kW) bei 2,700  min−1, Trockengewicht 296 lb (134 kg). Baugleich mit dem C3A6, aber mit dem Propellerdrehzahlmesser vorne links am Kurbelgehäuse. Verwendet in der Cirrus SR20 G6.

### AEIO-390
AEIO-390-A1A6
Musterzugelassenes Modell, kunstflugzugelassen, Vierzylinder, Einspritzer, Boxer, luftgekühlt, Direktantrieb, 6390 cm³, 210 hp (157 kW) bei 2700 min−1. Baugleich mit dem IO-390-A1A6, aber ausgerüstet mit einem kunstflugtauglichen Schmiersystem, Musterzulassung am 5. April 2012.
AEIO-390-A1B6
Musterzugelassenes Modell, kunstflugzugelassen, Vierzylinder, Einspritzer, Boxer, luftgekühlt, Direktantrieb, 6390 cm³, 210 hp (157 kW) bei 2700 min−1. Baugleich mit dem IO-390-A1B6, aber ausgerüstet mit einem kunstflugtauglichen Schmiersystem, Musterzulassung am 5. April 2012.
AEIO-390-A3A6
Musterzugelassenes Modell, kunstflugzugelassen, Vierzylinder, Einspritzer, Boxer, luftgekühlt, Direktantrieb, 6390 cm³, 210 hp (157 kW) bei 2700 min−1. Baugleich mit dem IO-390-A3A6, aber ausgerüstet mit einem kunstflugtauglichen Schmiersystem, Musterzulassung am 5. April 2012.
AEIO-390-A3B6
Musterzugelassenes Modell, kunstflugzugelassen, Vierzylinder, Einspritzer, Boxer, luftgekühlt, Direktantrieb, 6390 cm³, 210 hp (157 kW) bei 2700 min−1. Baugleich mit dem IO-390-A3B6, aber ausgerüstet mit einem kunstflugtauglichen Schmiersystem, Musterzulassung am 5. April 2012.

## Verwendung
Kitflugzeuge
- Bearhawk Companion
- Glasair Sportsman 2+2[3]
- Ibis GS-750 Grand Magic
- Lancair Barracuda
- Lancair ES[3]
- Votec 221
- Pipistrel Panthera
- Van’s Aircraft RV-7[3]
- Van’s Aircraft RV-8[3]
- Van’s Aircraft RV-14

Musterzugelassene Flugzeuge

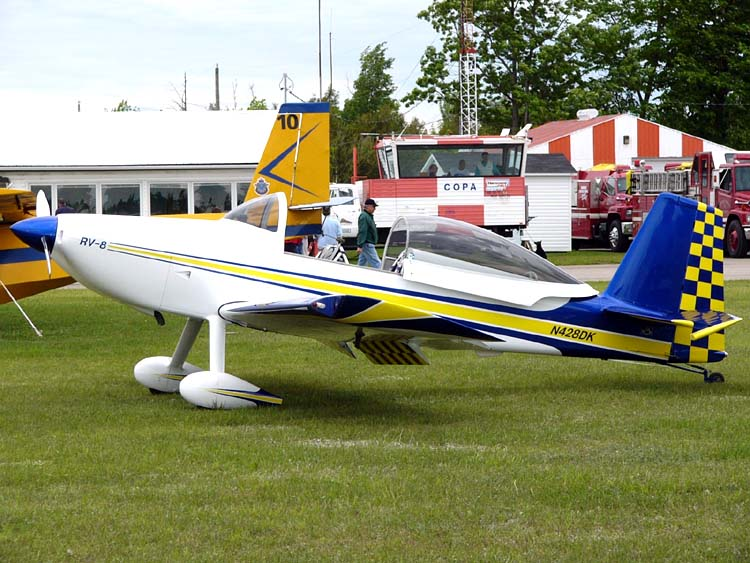
Van’s Aircraft RV-8s mit einem IO-390

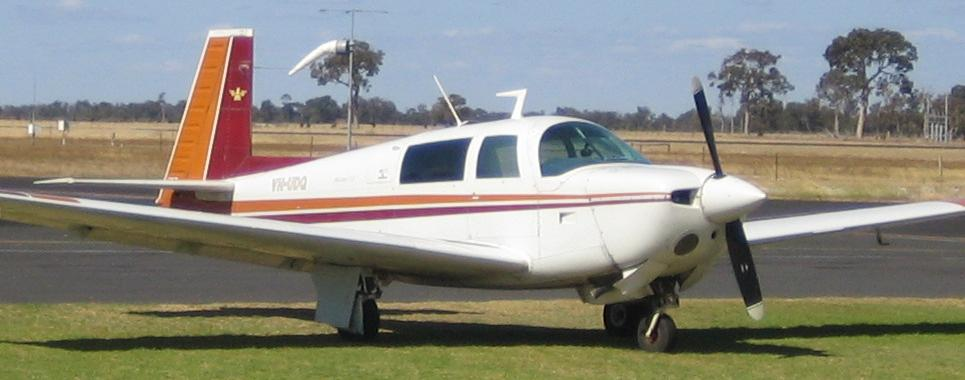
Mooney M20J mit einem IO-390-A3A6

- Cessna 177RG – seit Juli 2009 mit ergänzender Musterzulassung[3][9][10]
- Cirrus SR20 G6[11][12]
- Mooney M20 E, F & J – seit November 2009 mit ergänzender Musterzulassung[3][5][10]
- Piper PA-28R Arrow – mit ergänzender Musterzulassung[3]
- Tecnam P2010[13]

militärische Flugzeuge
- Lancair Synergy T-90 Kolumbianische Luftwaffe[14]